# 2017-es wimbledoni teniszbajnokság
A 2017-es wimbledoni teniszbajnokság az év harmadik Grand Slam-tornája volt, amelyet 131. alkalommal rendeztek meg 2017. július 3−16. között Londonban. A mérkőzésekre az All England Lawn Tennis and Croquet Club füves pályáin került sor a klub és a Nemzetközi Teniszszövetség (ITF) közös rendezésében. A versenyen elért eredmények alapján szerzett pontok beszámítottak a WTA és az ATP pontversenyébe.
A férfiaknál a címvédő az angol Andy Murray volt, aki ebben az évben a negyeddöntőben kiesett. A nőknél az előző évi győztes az amerikai Serena Williams volt, aki azonban ebben az évben nem vett részt a tornán. A férfiaknál a wimbledoni trófeát nyolcadik alkalommal a svájci Roger Federer szerezte meg, miután a döntőben  6–3, 6–1, 6–4 arányban győzött a horvát Marin Čilić ellen. Federernek ez volt a 19. Grand Slam-tornagyőzelme. A női tornát második Grand Slam-tornagyőzelmét szerezve a spanyol Garbiñe Muguruza nyerte, aki a döntőben 7–5, 6–0 arányban legyőzte az amerikai Venus Williamst.
A magyarok közül a nőknél Babos Tímea a főtáblán az első körben szenvedett vereséget az 5. kiemelt dán Caroline Wozniackitól. Gálfi Dalma és Stollár Fanny a selejtezőben indulhatott, de mindketten kiestek az első körben. A férfiaknál Fucsovics Márton az Ilkley Challenger verseny megnyerésével szabadkártyát kapott a főtáblára, és az 1. körben szenvedett vereséget a 16. kiemelt Gilles Müllertől. A másik magyar résztvevő, Balázs Attila a selejtezőből próbálta kivívni a főtáblára kerülést, de a selejtező 1. fordulójában kiesett. Párosban Babos Tímea a cseh Andrea Hlaváčkovával párban a verseny 5. kiemeltje volt és a 3. körben búcsúztak a versenytől. A magyar származású, angol színekben versenyző Konta Johanna a 6. kiemeltként indult és az elődöntőig jutott, a svájci Bacsinszky Tímea a 19. kiemelt helyen indulhatott, és a 3. körben esett ki. A junior fiúknál Piros Zsombor egyéniben a torna 3. kiemeltjeként indult, de az első körben kiesett. Párosban a torna első kiemeltje volt, de kínai partnerével a második fordulóban vereséget szenvedtek és kiestek.

## Világranglistapontok
| Eredmény           | Férfi egyes | Férfi páros | Női egyes | Női páros |
| ------------------ | ----------- | ----------- | --------- | --------- |
| Győzelem           | 2000        | 2000        | 2000      | 2000      |
| Döntő              | 1200        | 1200        | 1300      | 1300      |
| Elődöntő           | 720         | 720         | 780       | 780       |
| Negyeddöntő        | 360         | 360         | 430       | 430       |
| 16 között          | 180         | 180         | 240       | 240       |
| 32 között          | 90          | 90          | 130       | 130       |
| 64 között          | 45          | 0           | 70        | 10        |
| 128 között         | 10          | –           | 10        | –         |
| Főtáblára jutás    | 25          | –           | 40        | –         |
| Selejtező (3. kör) | 16          | –           | 30        | –         |
| Selejtező (2. kör) | 8           | –           | 20        | –         |
| Selejtező (1. kör) | 0           | –           | 2         | –         |

## Pénzdíjazás
A torna teljes díjazása 2017-ben 31 600 000 angol font, amely 3,5 millió font emelést jelent az előző évhez képest. A férfi és női egyéni győztes 2,2 millió angol fontot kap, 200 000 fonttal többet, mint az előző évben, de a párosok díjazása is emelkedik.
| Eredmény           | Egyes*      | Páros**                   | Vegyes páros**            |
| Győzelem           | 2 200 000 £ | 400 000 £                 | 100 000 £                 |
| Döntő              | 1 100 000 £ | 200 000 £                 | 50 000 £                  |
| Elődöntő           | 550 000 £   | 100 000 £                 | 25 000 £                  |
| Negyeddöntő        | 275 000 £   | 50 000 £                  | 12 000 £                  |
| 16 között          | 147 000 £   | 26 500 £                  | 6000 £                    |
| 32 között          | 90 000 £    | 16 500 £                  | 3000 £                    |
| 64 között          | 57 000 £    | 10 750 £                  | 1500 £                    |
| 128 között         | 35 000 £    | –                         | –                         |
| Selejtező (döntő)  | 17 500 £    | *Nemenként **Csapatonként | *Nemenként **Csapatonként |
| Selejtező (2. kör) | 8750 £      | *Nemenként **Csapatonként | *Nemenként **Csapatonként |
| Selejtező (1. kör) | 4375 £      | *Nemenként **Csapatonként | *Nemenként **Csapatonként |

## Döntők

### Férfi egyes
Roger Federer –  Marin Čilić, 6–3, 6–1, 6–4

### Női egyes
Garbiñe Muguruza –  Venus Williams 7–5, 6–0

### Férfi páros
Łukasz Kubot /  Marcelo Melo –  Oliver Marach /  Mate Pavić, 5–7, 7–5, 7–6(2), 3–6, 13–11

### Női páros
Jekatyerina Makarova /  Jelena Vesznyina –   Csan Hao-csing /  Monica Niculescu, 6–0, 6–0

### Vegyes páros
Martina Hingis /  Jamie Murray –   Heather Watson /  Henri Kontinen, 6–4, 6–4

### Juniorok

#### Fiú egyéni
Alejandro Davidovich Fokina –  Axel Geller, 7–6(2), 6–3

#### Lány egyéni
Claire Liu –  Ann Li 6–2, 5–7, 6–2

#### Fiú páros
- Axel Geller /  Hszü Ju-hsziu –  Jurij Rodionov /  Michael Vrbenský, 6–4, 6–4

#### Lány páros
- Olga Danilović /  Kaja Juvan –  Caty McNally /  Whitney Osuigwe, 6–4, 6–3